# Bixa orellana
Annattoträd eller Achiote (Bixa orellana) är en buske eller litet träd som växer i Amerikas tropiska regioner. Namnet Achiote kommer från nahuatls ord för busken, achiotl. Växten kallas även aploppas och för dess ursprungliga tupianska namn urucu. Växten odlas i Sydamerika och i Sydostasien dit spanjorerna förde den på 1600-talet. Den är mest känd för färgämnet som tillverkas från frukterna, annattoextraktet. Växten har rosa blommor och röda taggiga frukter som innehåller röda frön. Frukterna torkar och hårdnar till bruna kapslar.

## Kännetecken
Den oätliga frukten odlas för sina frön, som innehåller ämnena bixin och norbixin. Av dessa kan man framställa annatto, antingen genom att mala fröna, eller laka ur fröna med hett vatten. Man kan också steka fröna i olja. Annatto används för att färga livsmedel som ost, fisk och vinäger. Det säljs som pulver för kulinariskt ändamål, huvudsakligen som färg. Det är huvudingrediens i kryddblandningen recado rojo. Fröna används som en subtil smak- och färgförhöjare i latinamerikanska, jamaicanska och filippinska köket. Annatto växer i popularitet som naturligt alternativ till syntetiska färgämnen. Den kan också användas som färgämne och krydda till ris istället för det mycket dyrare saffran, då färgämnet är kemiskt liknande, och därmed färgen.. Det är en viktig ingrediens i den mexikanska rätten Puerco Pibil, samt i den mexikanska chokladdrycken tascalate.

## Etnomedicinsk användning
Trädet har länge använts bland indianer för att producera kroppsbemålningar, läppstift (vilket är grunden för plantans smeknamn läppstiftsträd). Annatto användes som hårfärgningsmedel för män i olika stammar i Ecuador – därav dess spanska smeknamn: colorados. Delar av plantan kan användas för att göra läkemedel mot åkommor som värmeslag, halsfluss, brännskada, lepra, ändtarmsbesvär och huvudvärk. Saven från frukterna används också för att behandla typ 2-diabetes och svampinfektioner.

## Galleri

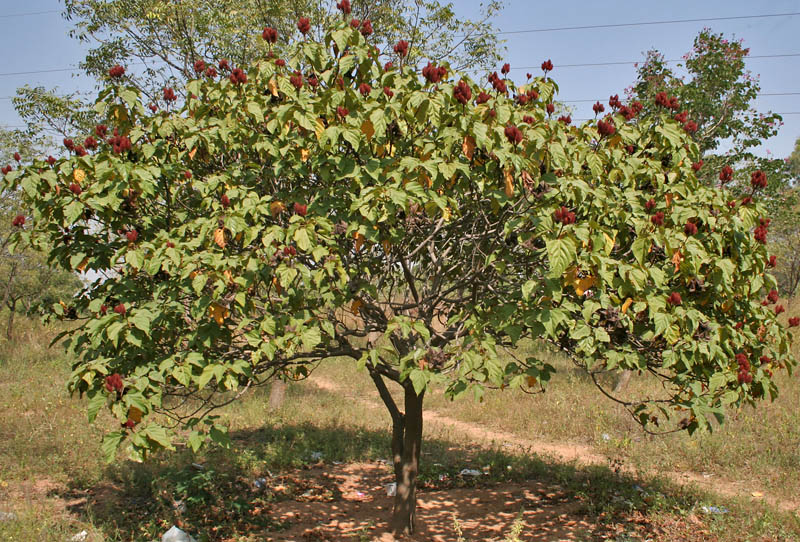
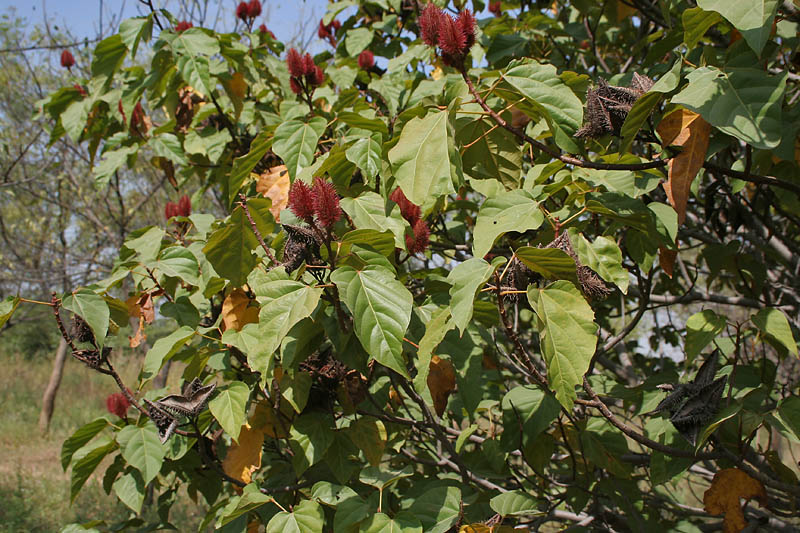
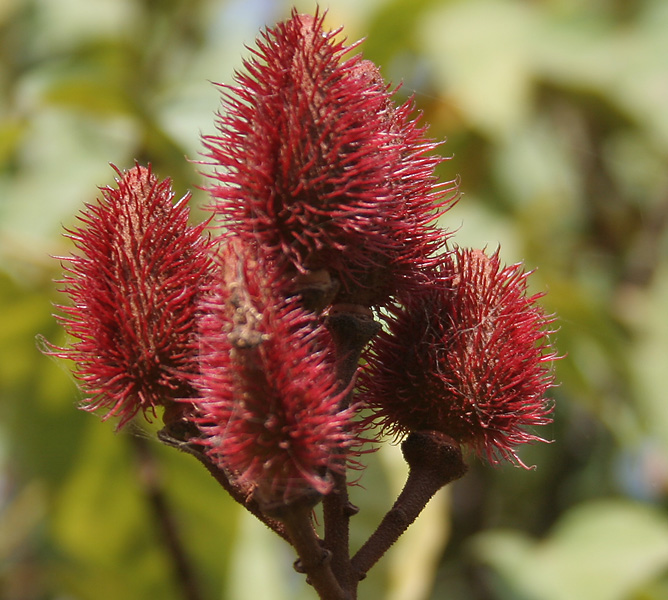
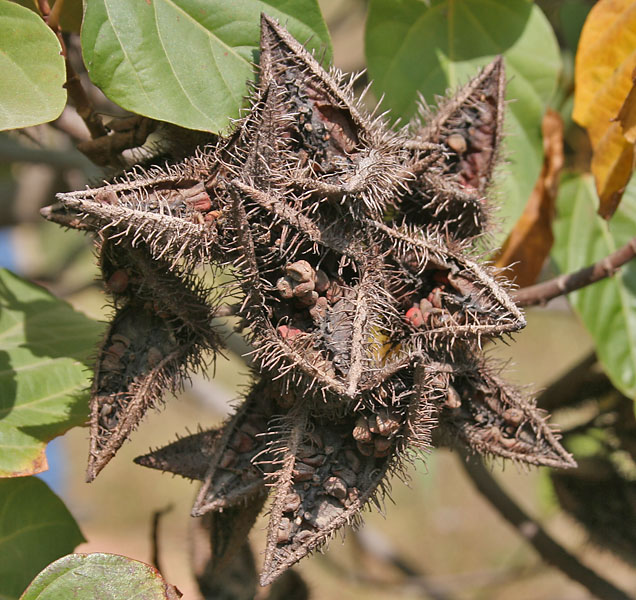
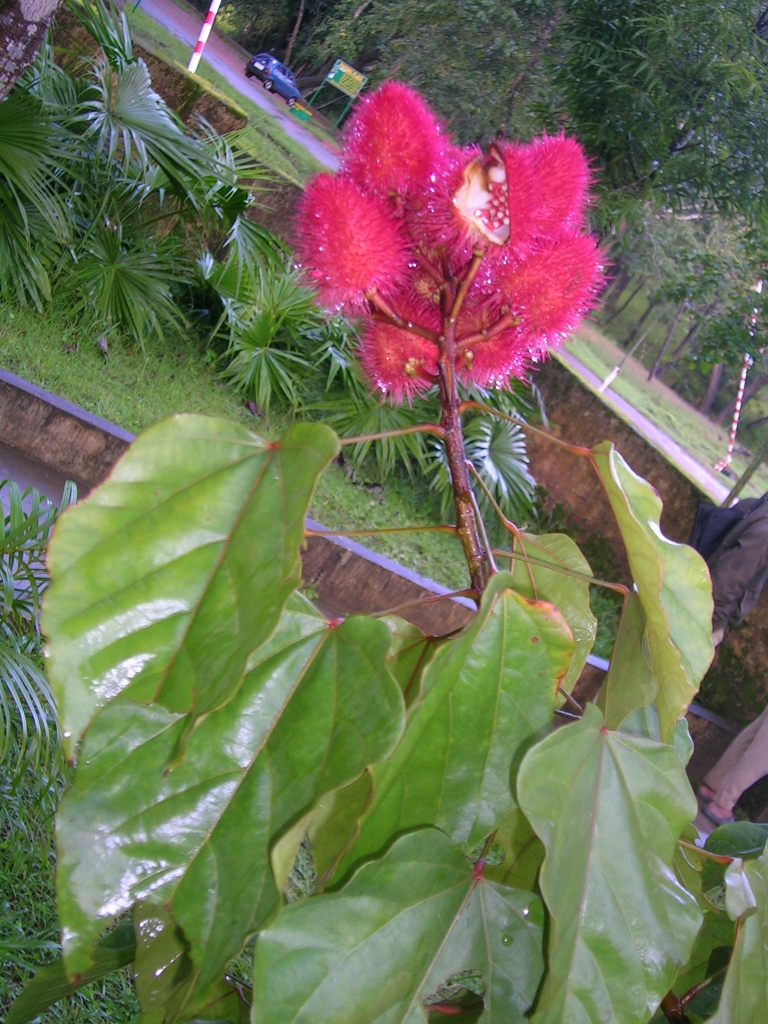
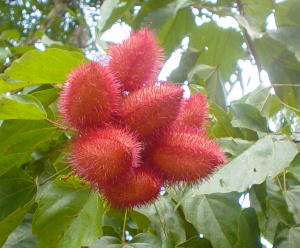
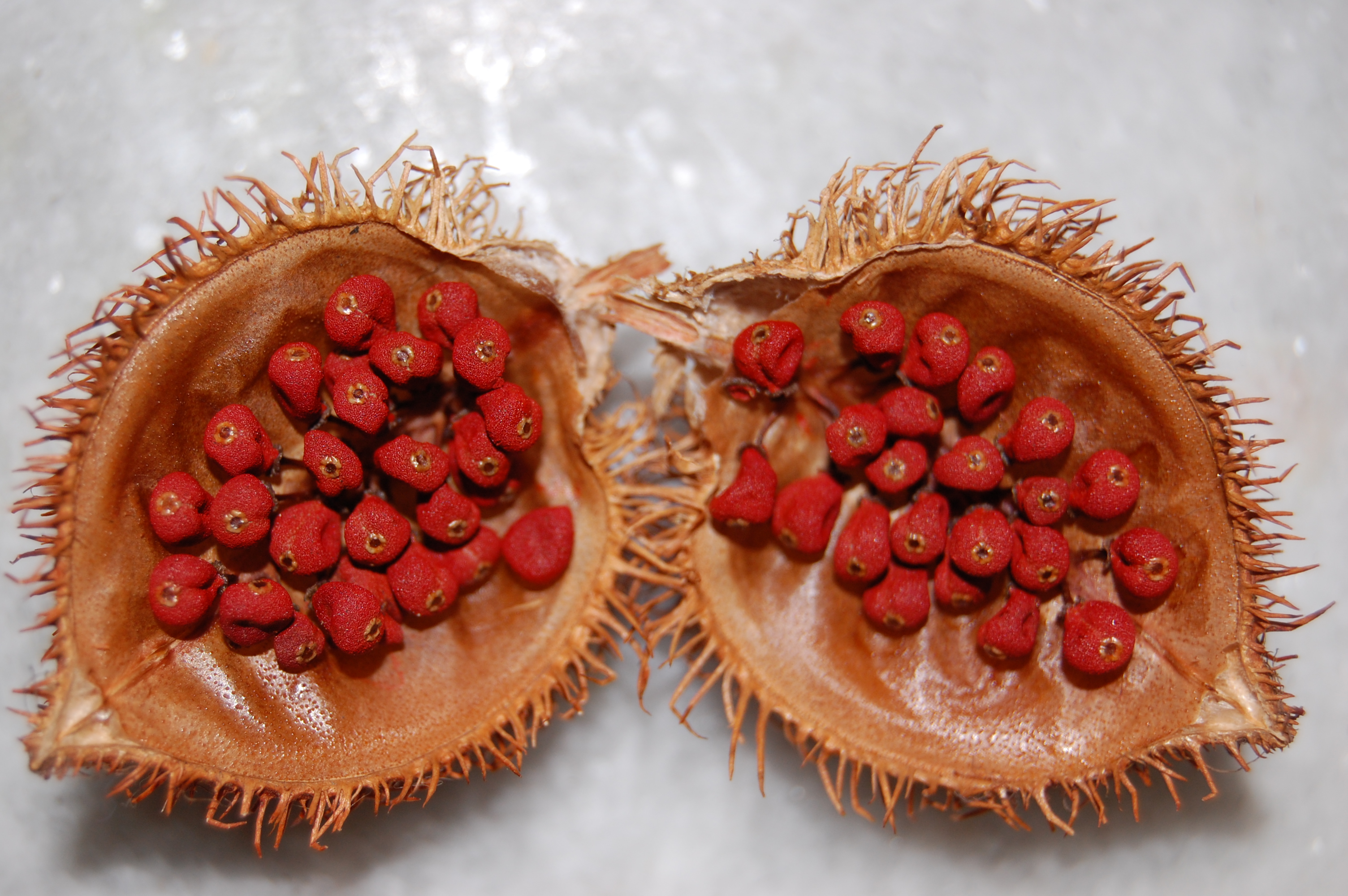
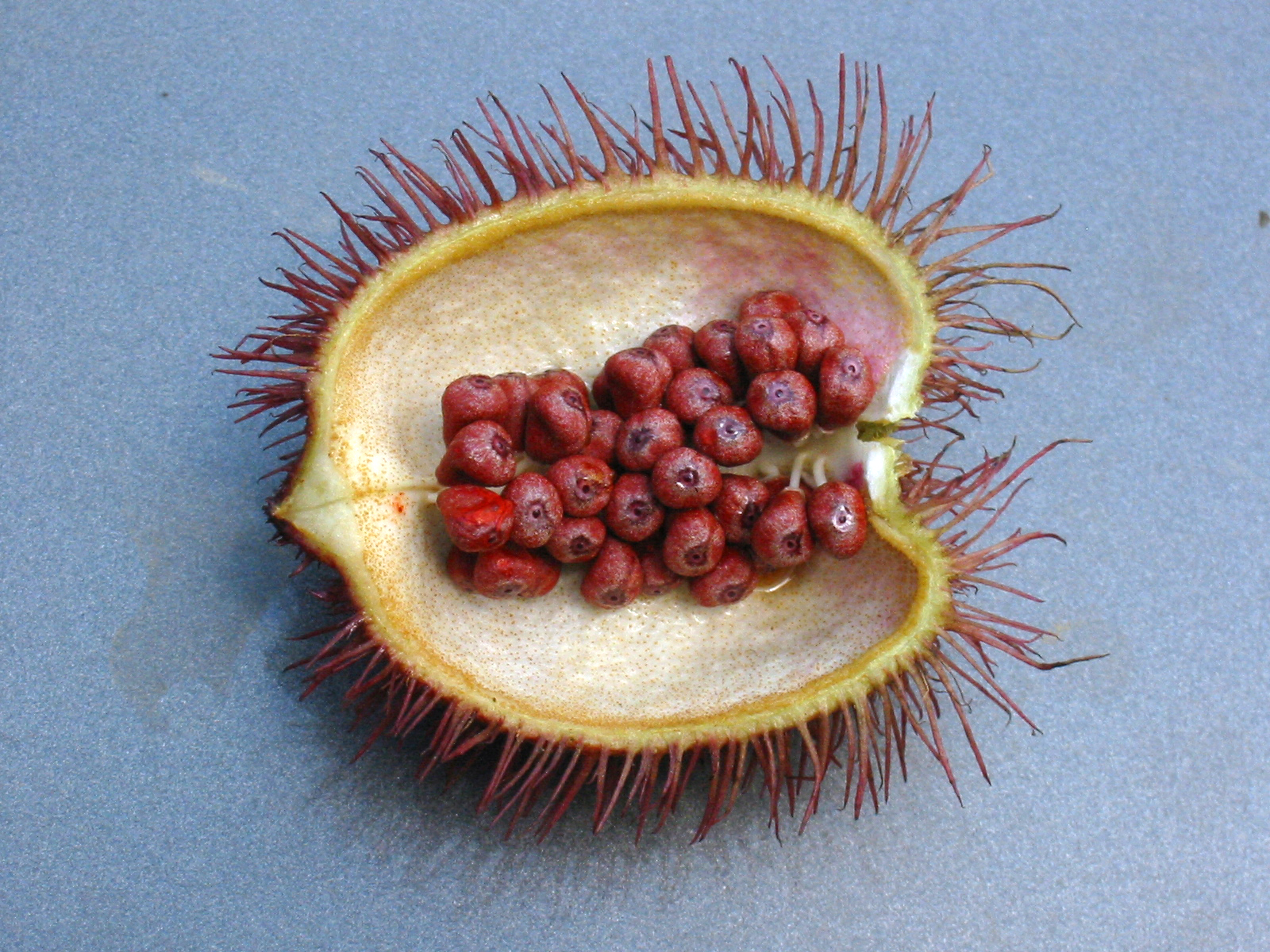
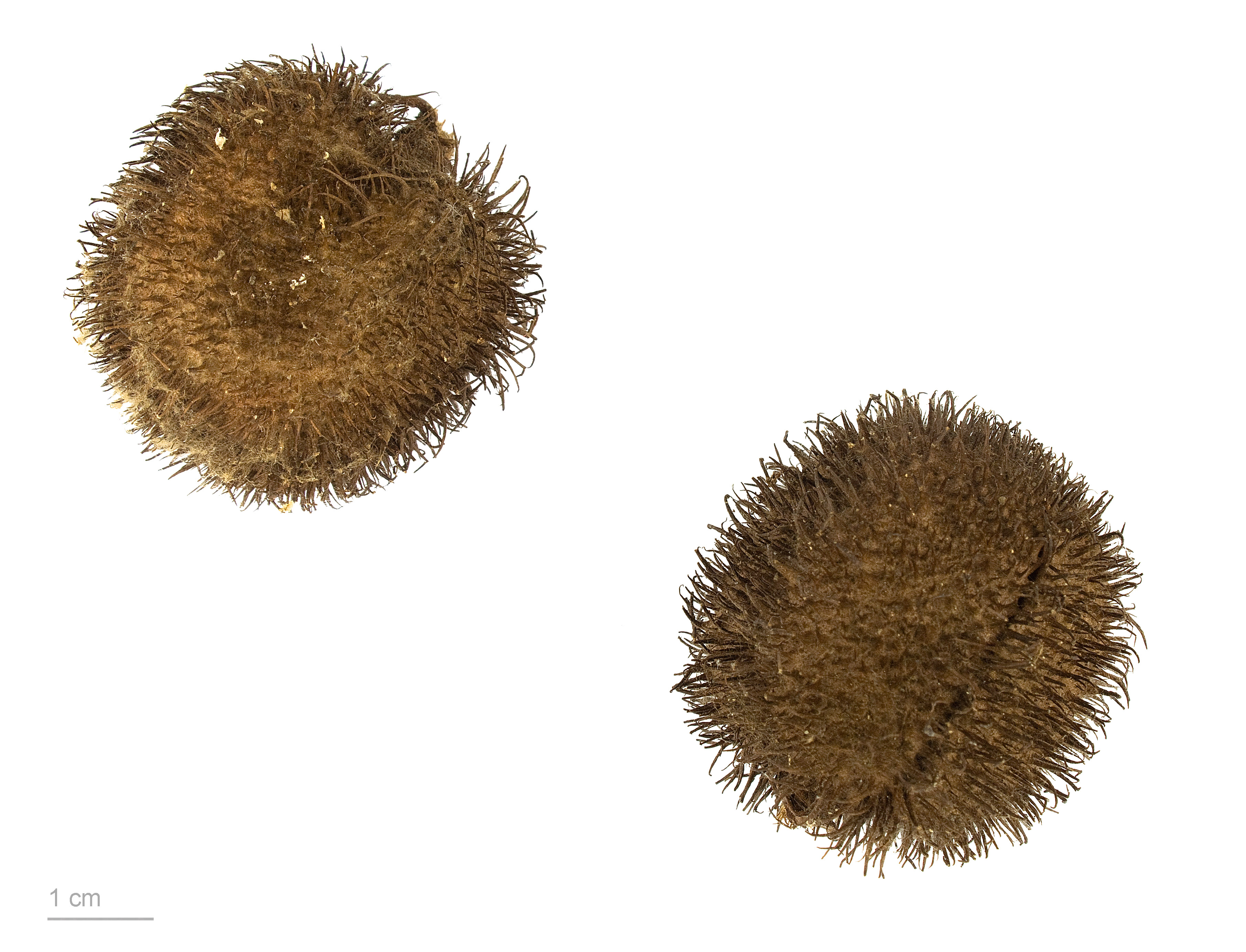
Bixa orellana - Museum specimen